# MP18
MP18は、第一次世界大戦末期にドイツ帝国で開発された短機関銃である。1918年3月のドイツ軍春季大攻勢用の決戦兵器として製造された。第二次世界大戦頃までに登場した短機関銃の多くはMP18のデザインから強い影響を受けているため、短機関銃の祖形とされる。

## 開発の背景
第一次世界大戦で出現し、機関銃・鉄条網・塹壕を組み合わせて堅固な防御力を示した塹壕陣地は、野砲による砲撃でも容易には破壊できず、歩兵が肉薄して直接制圧しなければならない存在だった。
陣地を防衛する機関銃による弾幕射撃の効果は歩兵にとって巨大な脅威であり、人海戦術による攻撃は効果をもたらさず、いたずらに膨大な犠牲だけが生じるようになった。このため戦闘は膠着状態に陥って長期化し、開戦時には想像もされていなかった国家総動員による総力戦下で国民生活が破壊され、ロシア帝国のように国内の統治を失う国家まで出現した。
従来の歩兵戦術の多くが塹壕陣地の前で陳腐化した結果、航空機・戦車・毒ガスといったさまざまな新兵器が戦線に投入されたが、これらの新兵器は能力が低く絶対数も足らなかったため戦局を決する決定打とはなりえなかった。
歩兵に機関銃陣地を制圧する能力を与えるべく、迫撃砲・手榴弾といった既に廃れていた兵器が近代化されて復活したが、これらの攻撃も塹壕陣地の形状を変更するだけで無力化され、効果は限定的だった。また塹壕陣地の制圧には歩兵による白兵戦が不可欠だったが、そのための手段は銃剣やスコップといった中世と大差ない武器しか存在しなかった。
このため、敵陣に肉薄した歩兵が機関銃に対抗できるだけの弾幕を容易に構成して敵の塹壕内を掃射して制圧できる兵器への要望が高まり、さまざまな軽量自動火器の出現が促された。
1915年までにドイツ陸軍は西部戦線の膠着を打破するべく浸透戦術の研究に着手し、これを実行するための専門部隊として突撃隊（Sturmabteilung）の編成が行われた。陸軍では、この部隊が従事するであろう迅速な攻撃と接近戦に適した、新しい軽量火器が必要とされた。

## 開発
1915年、シュパンダウの小銃試験委員会（GPK）は、前線の要求に応える新たな火器の要件策定を行った。この火器は、軽量かつフルオート射撃が可能で、近接戦闘に適したものでなければならず、また単純かつ頑丈、1人で容易に持ち運べるものでなければならなかった。すなわち、機関銃の火力と拳銃の軽便さを兼ね備えた銃である。使用弾薬は9x19mmの標準拳銃弾を用いることとされた。初期のアイデアの1つは、長銃身型P08拳銃に銃床とフルオート射撃機能を追加するというものだった。しかし、評価の結果、フルオート射撃時の発射速度があまりに早く、銃口の跳ね上がりが大きすぎるとして、採用は見送られた。
1916年までに、ヒューゴ・シュマイザーとアンドレアス・ヴィルヘルム・シュヴァルツローズが、それぞれ有望とされた設計案を提出した。徹底的な試験が行われる中、シュマイザー設計案はテオドール・ベルグマン武器製造社の支援のもとで改良が重ねられ、1918年にはGPKの承認を受けることとなった。この新兵器の名称はMaschinenpistole 18,I、すなわちMP18,Iとされ、プロイセン戦争省は50,000丁の調達契約を結んだ。ここで用いられた機関短銃(Maschinenpistole、MP)なる名称は、ドイツにおいて同種の火器の分類（拳銃弾を用いる小型機関銃）を指す語となった。

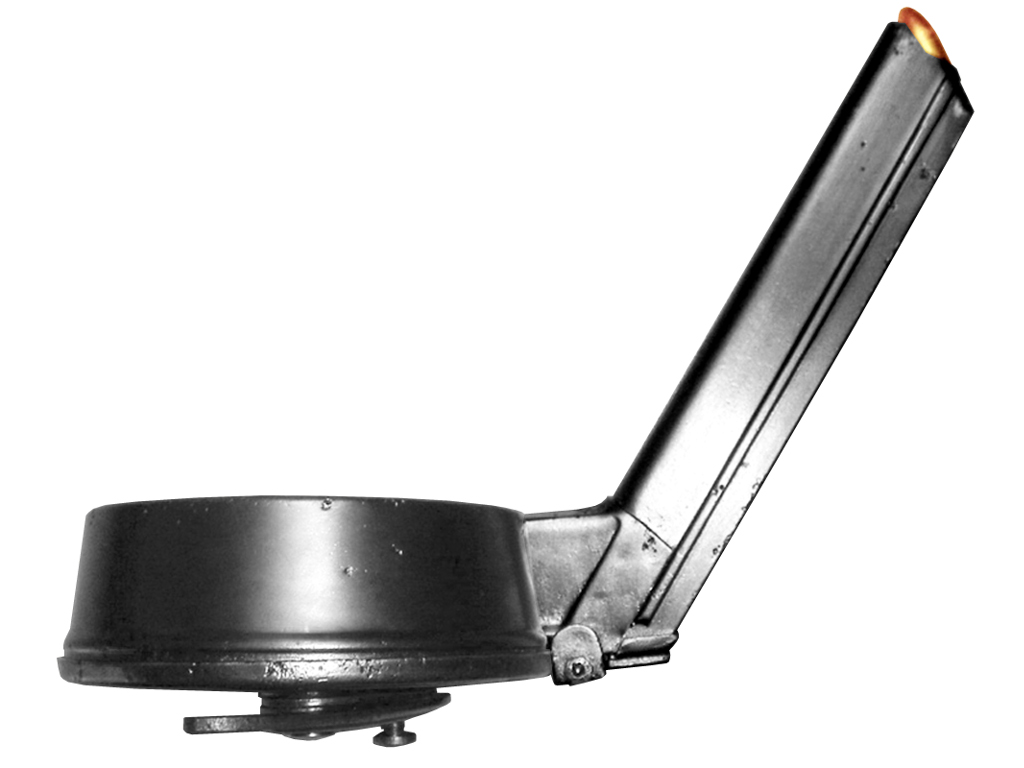
ルガーP08と共用の32連発スネイル・マガジン

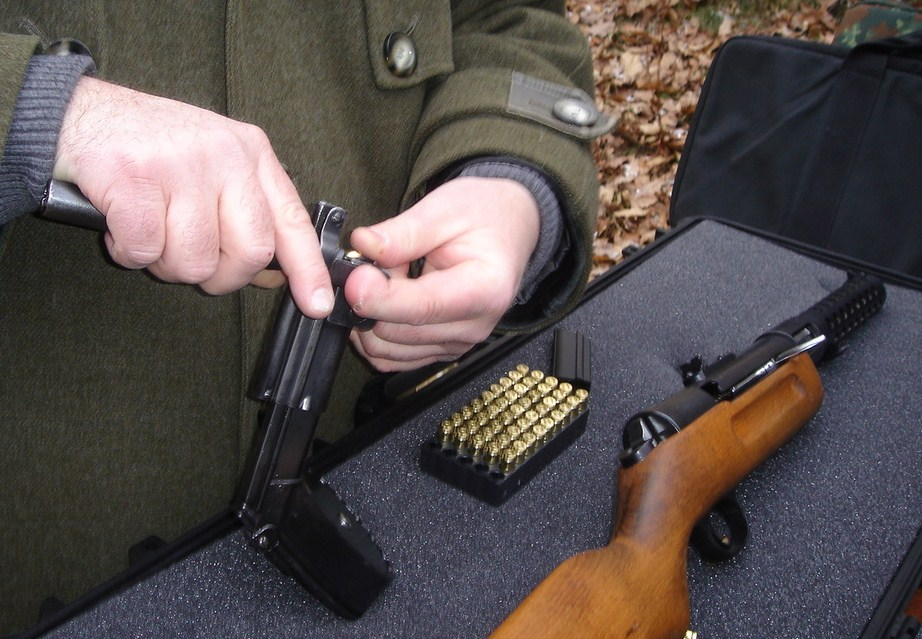
専用ローダーを用いた装填作業。机の上の弾薬の向こう側に、マガジンスリーブが置かれている

MP18は小銃同様の木製銃床を備えており、銃身には全体を覆う放熱筒が取り付けられていた。この放熱筒後方にボルトとリコイル・スプリングを収納する機関部が設置されている。
作動方式はシンプル・ブローバック方式で、当初から短距離での使用が想定されていたため、長距離での命中精度は度外視、オープンボルト状態からの射撃でフルオートのみという後の短機関銃のコンセプトを全て実現したデザインとなっている。
発射速度が350-450発/分と比較的低く、引金の引き方次第でバースト射撃やセミオート射撃も容易であった。照門は照準距離100mと200mの切替式だった。
安全装置は装備されていなかった。ボルトハンドルを引き切って上へひねり、スロットに引っ掛けることが唯一の安全措置であった。オープンボルト方式の短機関銃のうち、ボルトを固定できない機種に共通する欠点として、ボルトを前進させて弾倉を挿入した状態で外部から衝撃が加わると、ボルトが慣性で後退して暴発につながるおそれがあった。
当初設計では専用の20連発箱型弾倉を使用する予定だったが、既に多数の在庫を有した砲兵用ルガーP08ピストルと共通の32連スネイル・マガジンを使用する事がGPKから要求された。弾倉口はP08のグリップと同じ角度で後方に傾斜しているが、やや短く、そのままマガジンを押し込むと深く刺さりすぎ動作不良を引き起こす可能性があった。そのため、弾倉に取り付けてこのギャップを埋めるスリーブが作られた。32連スネイル・マガジンは装填状態で2.35ポンド程度の重量があり、これが左側面に装填されていたことは、弾倉口の角度と合わせて銃を保持した際のバランスを悪くした。側面に弾倉を配置するレイアウトは、射手が姿勢を伏せて射撃を行う際も身体を大きく晒す必要がないことが利点だが、重量バランスに加えて、給弾の信頼性を損ねるという欠点がある。装填に手間がかかることや、特殊な形状のため持ち運びがし辛い点も指摘された。第一次世界大戦後には20連発あるいは32連発の箱型弾倉（ダブルスタック/シングルフィード）が考案された。この弾倉の型式は以後の短機関銃でしばしば模倣されたが、理想的なものとは言いがたかった。特にホコリや汚れの影響を受けた際に装弾不良を起こしやすかったためである。弾倉の設計のほか、レシーバチューブのリコイルスロットや排莢口などの開口部を塞ぐダストカバーなどがなく、泥や汚れに弱かった点も欠点であった。
生産を効率化するため、ベルクマン社は各部品の製造を下請け業者に依頼し、自社では主に組み立てを行った。これは当時としては革新的なアイデアだった。

## 実戦での使用

### 第一次世界大戦

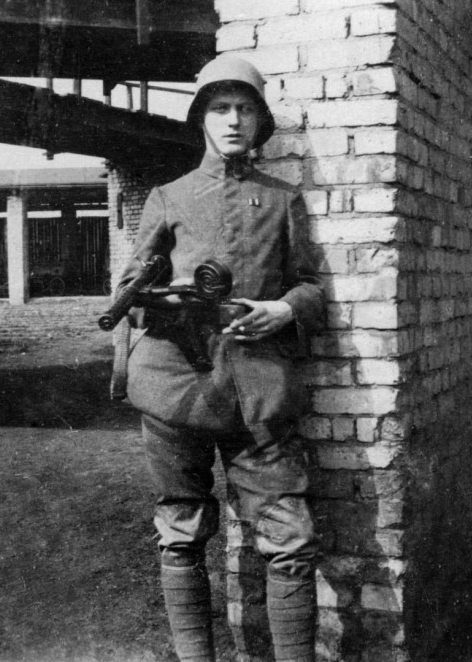
MP18とP08を持つ突撃歩兵: 1918年春 北フランスにて

1918年3月21日、カイザー・シュラハト(Kaiserschlacht、皇帝の戦い)と呼ばれるドイツ軍の春季大攻勢が開始された。
この攻勢で連合国が受けた損害は甚大なものであり、5,000挺のMP18を装備した突撃歩兵の活躍で連合軍の塹壕線を突破する事に成功したドイツ軍はわずか8日で65kmも前進し、パリを巨大列車砲「パリ砲」の射程内に収めた。砲撃を受けたパリは相当な被害を被り、ドイツ国内は戦勝祝賀ムードに包まれたほどだった。
しかし兵力不足と徒歩行軍主体の歩兵の機動力不足から攻勢は6月までに頓挫する。ドイツ軍の戦略目標だった早期の決着は実現できず、210万もの米軍が加わった連合国との兵力差は挽回できないままドイツ帝国はその国力を使い果たしてしまった。
MP18は突撃歩兵にも使われたが、当時既にドイツ軍指導部は防御的な思考に移行しており、多くのMP18は機関銃陣地の守備の強化などのために使われた。本来、MP18は全ての下士官に支給することが想定され、理論上は全軍の1割ほどが装備することとされていた。また、各中隊には12人の兵士から成る短機関銃小隊が設置された。このうち6人は射手、6人は弾薬手で、1人ずつの組になっていた。弾薬手のために、弾薬運搬用の手押し車が設計された。また、射手が死亡した際には弾薬手が短機関銃の射撃を引き継ぐこととされていた。前線では、手押し車は使われないことも多かった。前線ではグラーベンフェーガー（Grabenfeger、「塹壕箒」）とも通称された。
7月に始まった連合軍の反撃を受けてドイツ軍は後退をはじめ、軍内でも反乱が起きはじめた。ロシア革命の飛び火による共産革命を恐れた軍と左派勢力が妥協した結果、11月にはドイツ革命の元にドイツ帝国自体が崩壊、新たに樹立されたヴァイマル共和国が連合国との休戦協定を締結。これにより第一次世界大戦は終結した。
50,000丁の調達契約に対し、実際に配備されたMP18は17,677丁のみだった。また、配備された内で実際に戦闘に投入された数は更に少ないととも言われている。

### 戦間期・第二次世界大戦

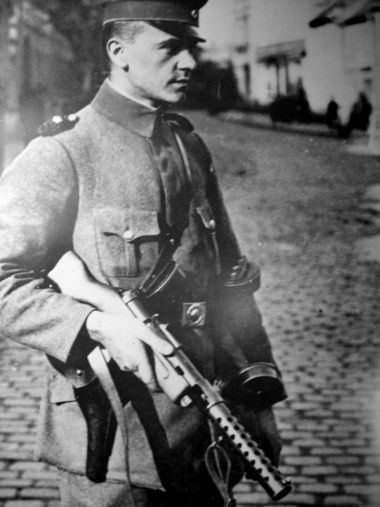
MP18を手にするドイツの警察官。後退させたボルトハンドルをレシーバーのスロットに引っ掛けている（1919年）

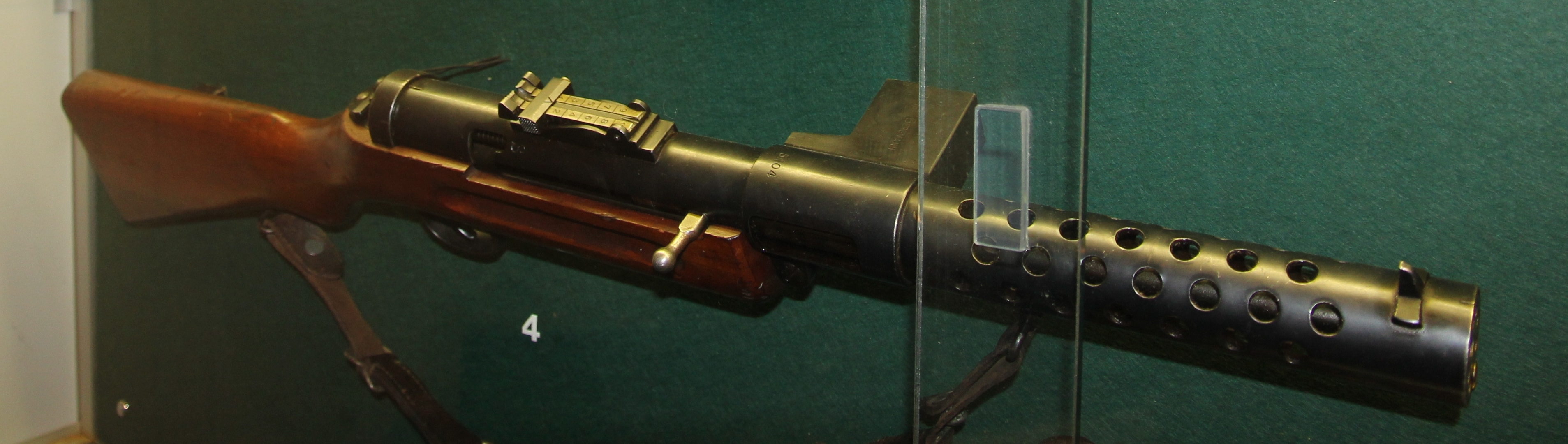
SIG M1920

敗戦後、ヴァイマル共和政下のドイツでは、ヴェルサイユ条約によって軍備を厳しく制限された。短機関銃については条約の中で直接言及されていなかったものの、軍への配備の制限対象である軽機関銃や自動小銃に該当しうると考えられた。そのため、1920年代にはもっぱら警察組織への配備が行われた。ただし、ヴァイマル共和国軍および黒い国防軍と称される非合法戦力でも、秘密裏に配備が行われていたと言われている。また、軍部は敗戦後に民間に流出した銃の買戻しおよび特赦を実施した。しかし、回収された銃が武器庫から盗み出され、再び買戻しに提出される事例が相次いだため、1920年にはMP18を含む当局が保有する全ての銃に1920の刻印が加えられた。つまり、買戻しに提出された銃に1920の刻印があれば、それが盗品であることが明らかになるのである。
ドイツ国内での短機関銃製造販売が困難になったベルクマン社は、スイスのスイス工業社（SIG）とライセンス契約を結んだ。SIGが1920年から1927年にかけて製造したモデルは、SIG M1920やベルクマン特許型（Brevet Bergmann）などと呼ばれ、100mから1000mまで調整できるタンジェントサイトなどの改良が加えられていた。給弾は50連発箱型弾倉から行われる。この弾倉はダブルスタック/ダブルフィード式で、シングルフィード式からの変更に伴ってボルトの形状も改められた。SIG M1920は主に海外輸出用の製品と位置づけられた。口径は7.65mmモーゼル、7.63mm、9mmモーゼル、9mmパラベラムなどの仕様があり、製造された大部分は7.63mm仕様モデルであった。また、1930年には弾倉を握って構えた際に起きる給弾不良への対策として、着脱式の垂直グリップを追加し、弾倉の位置を右側へと移したSIG M1930が開発されている。
SIGとの契約の直後、シュマイザーはベルクマン社を退職してハーネル社に移り、独自にMP18用の箱型弾倉の開発を行った。これは弾倉口と弾倉のセットで、銃自体の新規製造は行われず、既存のMP18の取り付け改修のみ行った。9mm以外の様々な弾薬にも容易に転換可能な設計とされていた。刻印は戦時中と同じMP.18,Iの下に、一連の改良の名称であるシステム・シュマイザー（System Schmeisser）の文字が加えられた。諸外国あるいはドイツ各地の警察組織への販売が想定されていたが、財政難のためにドイツ軍部は採用を見送り、結局は財政的に余裕のある一部の州警察が採用するに留まった。そのため、旧式のスネイル・マガジン仕様のまま1940年代まで使われたMP18も多かった。この改良が加えられたモデルを、改良されたこと（verbessert）を示すVを加えてMP18,Ivのように呼ぶこともある。
MP18に限らず、第一次世界大戦後のドイツ警察で使用された各種短機関銃には、手動式の安全装置が追加された個体がある。これはレシーバーの上に外付けされた回転式レバーで、「S」に切り替えると前進状態のボルトが固定され、ボルトが誤って後退することによる暴発事故を予防できた。
MP28は、システム・シュマイザーの設計を元にしつつ、シュマイザー自身が設計したMP18の改良型である。MP18とよく似ていたが、20/32連発箱型弾倉を用いるほか、セミ/フルオート射撃を切り替えられるセレクティブ・ファイア機能が追加されていた。フルオート射撃時の発射速度も高くされていた。照門は1000mまで照準距離を調整できるようになった。1925年にはヴァイマル共和国軍による非合法な試験を受けている。
1935年、ドイツにおける主要な権力を掌握したアドルフ・ヒトラー総統はドイツ再軍備宣言を行った。これによりドイツ軍はドイツ国防軍(Wehrmacht)として再建され、MP28も制式兵器として採用された。その後、国防軍から遠征軍や軍事顧問が派遣されていたスペイン内戦や第二次上海事変ではMP28の実戦投入が行われている。第二次世界大戦時には、より設計の優れたMP38/MP40の登場によって予備兵器に格下げとなったが、武装親衛隊などが使用し続けた他、大戦末期には銃器不足の国民突撃隊などへ支給された。

### ドイツ国外での運用
当時の多くの国の陸軍と同様、1920年代のフィンランド陸軍は、短機関銃の有用性に懐疑的で、あまり関心を示していなかった。一方、白衛軍では、1922年からスイス製SIG M1920を調達し、m/20短機関銃の名称で配備を進めた。1932年7月までに、白衛軍は合計1,415丁のMP18を配備し、そのうち1,410丁が7.65x21mm仕様、5丁が9x19mm仕様だった。国産のm/31短機関銃採用後は更新が試みられたものの、調達が遅々として進まず、1939年9月30日の時点で、白衛軍は1,415丁のm/20を保有した一方、国産のm/26は25丁、m/31は20丁しか保有していなかった。同年11月の冬戦争勃発後は多くが白衛軍から陸軍に移管された後、スイスからの追加の購入が行われた。その後、ソ連側から大量に鹵獲した短機関銃の配備が進むにつれて、m/20は後方の民兵組織などに払い下げられていった。一線を退いた後も、1960年代に放出されるまで、相当数が予備装備として残されていた。なお、1922年にはリンデレフ工場（Lindelöf）がライセンスを購入して国産化を試みたものの、製造の遅れのため白衛軍が契約を打ち切り、またスイス製のモデルが安価に販売され始めたこともあり、失敗に終わった。1925年にようやく完成したごく少数は、地方警察などに販売された。
日本においては、スイス製のSIG M1920がまず輸入され、その後にドイツ製のMP34（S1-100）を輸入した。いずれも7.63x25mm弾仕様で、日本側で製造された着脱式の着剣装置が付属した。これらはいずれもベルクマン式機関短銃やベ式機関短銃などと呼ばれた。海軍では、1929年（昭和4年）頃からベルグマン式自動拳銃の名称で配備を進めていた。また、陸軍では、1936年（昭和11年）にMP28の採用の可否を審査していた記録が残されている。ベ式は第一次上海事変（1932年）で有用性が証明され、日本における国産短機関銃の開発に繋がった。後に設計された一〇〇式機関短銃にも、ベ式は大きな影響を与えている。
エストニアでは、MP18をコピーして細部の改良を加えたアーセナル・タリン短機関銃が設計された。
軍閥時代の中国では、1920年代初頭からMP18が使われ始めた。当時は中国に対する世界的な武器禁輸が行われていたため、最初に流入したMP18も密輸されたものであった。中国では穴の多いものを花に例えることがあり、特徴的な放熱筒を備えるMP18は花機関銃（花機關）と通称された。同時期に密輸されたトンプソン・サブマシンガンに比べると、構造が単純で製造に必要な設備の要件も低く、また安価であった。そのため、各地の軍閥は自領内の兵工廠で独自に細部の異なるMP18のコピー製造を行った。1923年頃、上海で最初のコピーMP18が製造された。上海製MP18は二脚があり、照準器は50-600mの照準距離を50mずつ変更できるものに変更されていた。コピーMP18のほとんどは中国で普及したモーゼルC96拳銃と弾薬が共有できるように7.63x25mm弾仕様とされていたが、金陵では7.65mm弾仕様のモデルが作られていたほか、閻錫山支配下の太原兵工廠のMP18は、既にコピー生産を行っていたトンプソン・サブマシンガンと同じ.45ACP弾仕様だった。青島では弾倉を下側に移したモデルが作られた。そのほか、独自の50連発箱型弾倉を備えるモデル、100連発の弾帯で給弾を行うモデルなども存在したという。1920年代から1930年代には、川、黔、甘、青などの比較的弱小な地方軍閥でさえMP18の配備を進め、ほぼ全ての軍閥で短機関銃分隊が編成されていた。第二次直奉戦争中の1924年に起こった玉麟山の戦いでは、奉天派の李景林がMP18を配備した決死隊を組織し、突撃を実施した。記録にある限り、これが中国における最初の実戦投入だと言われている。日中戦争でもこれらの雑多なMP18は引き続き使われ、緒戦では短機関銃の配備が進んでいない日本軍に対する優位性の1つともなったが、戦争の激化に伴う生産能力の低下から調達および整備が困難となり、徐々にアメリカ製のトンプソン・サブマシンガンへと更新されていった。ただし、一部は第二次国共内戦の終結まで使われたという。

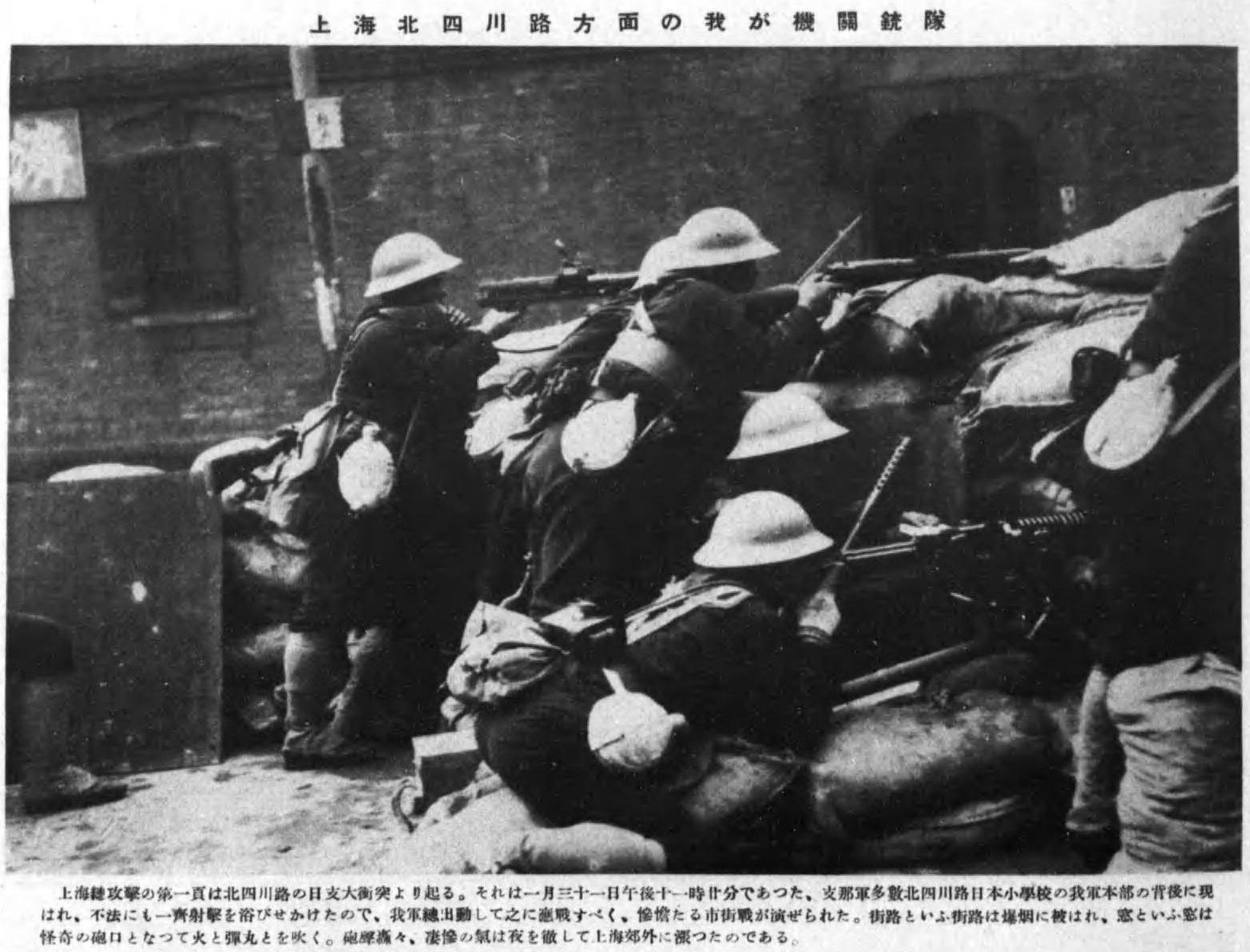
第一次上海事変中に撮影された日本海軍の陸戦隊員。三年式機銃の背後にかがんでいる兵士がベ式を手にしている
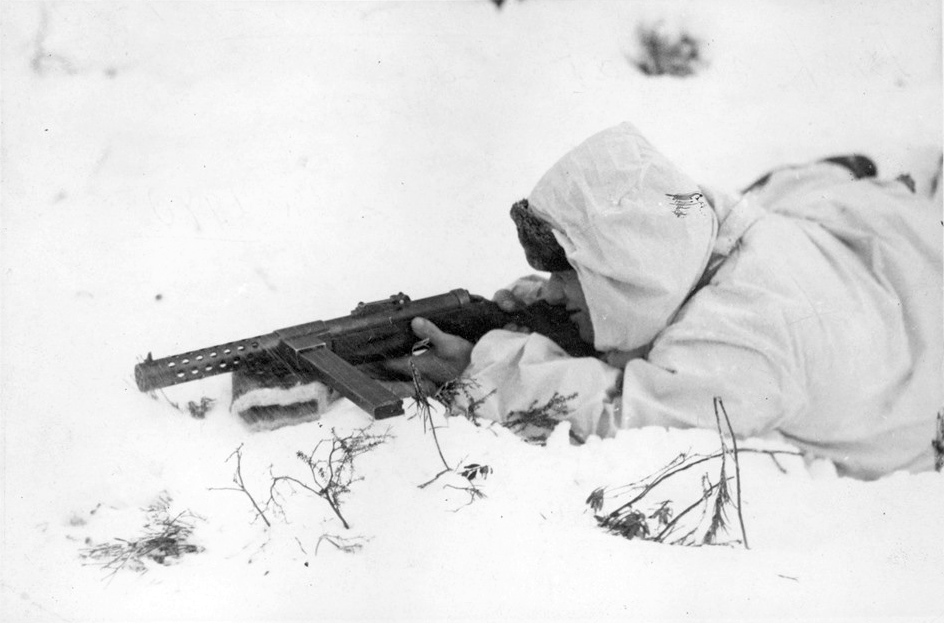
m/20を構えるフィンランド兵
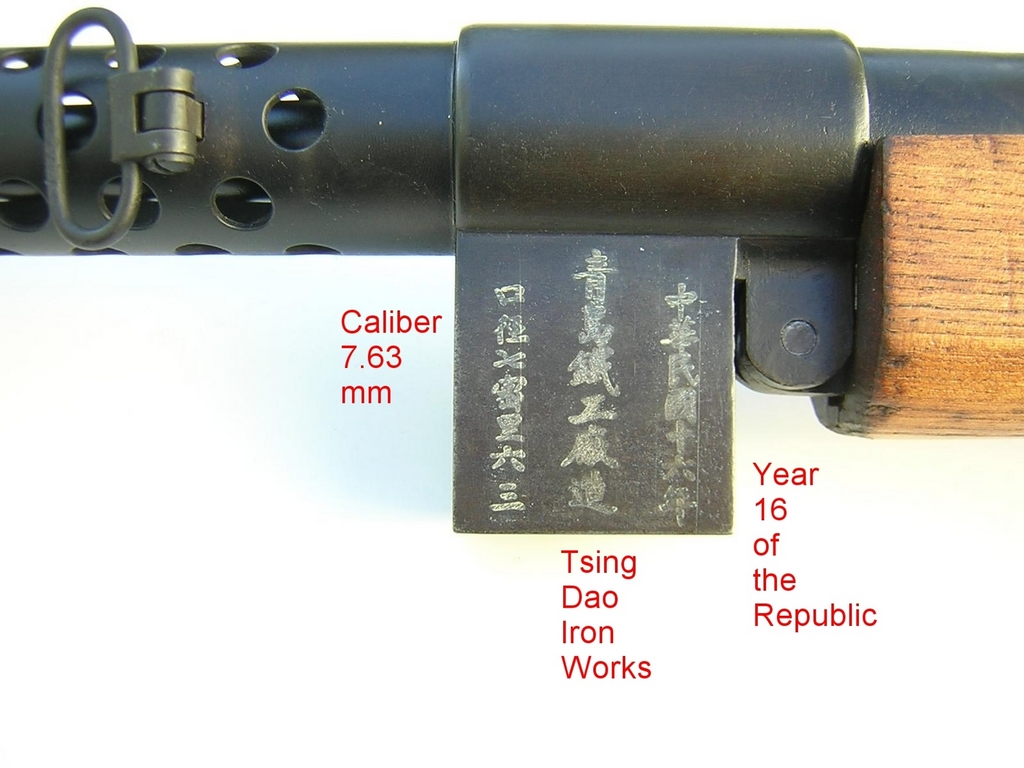
青島鉄工廠製MP18マガジン挿入口の拡大画像 1927年の刻印がある
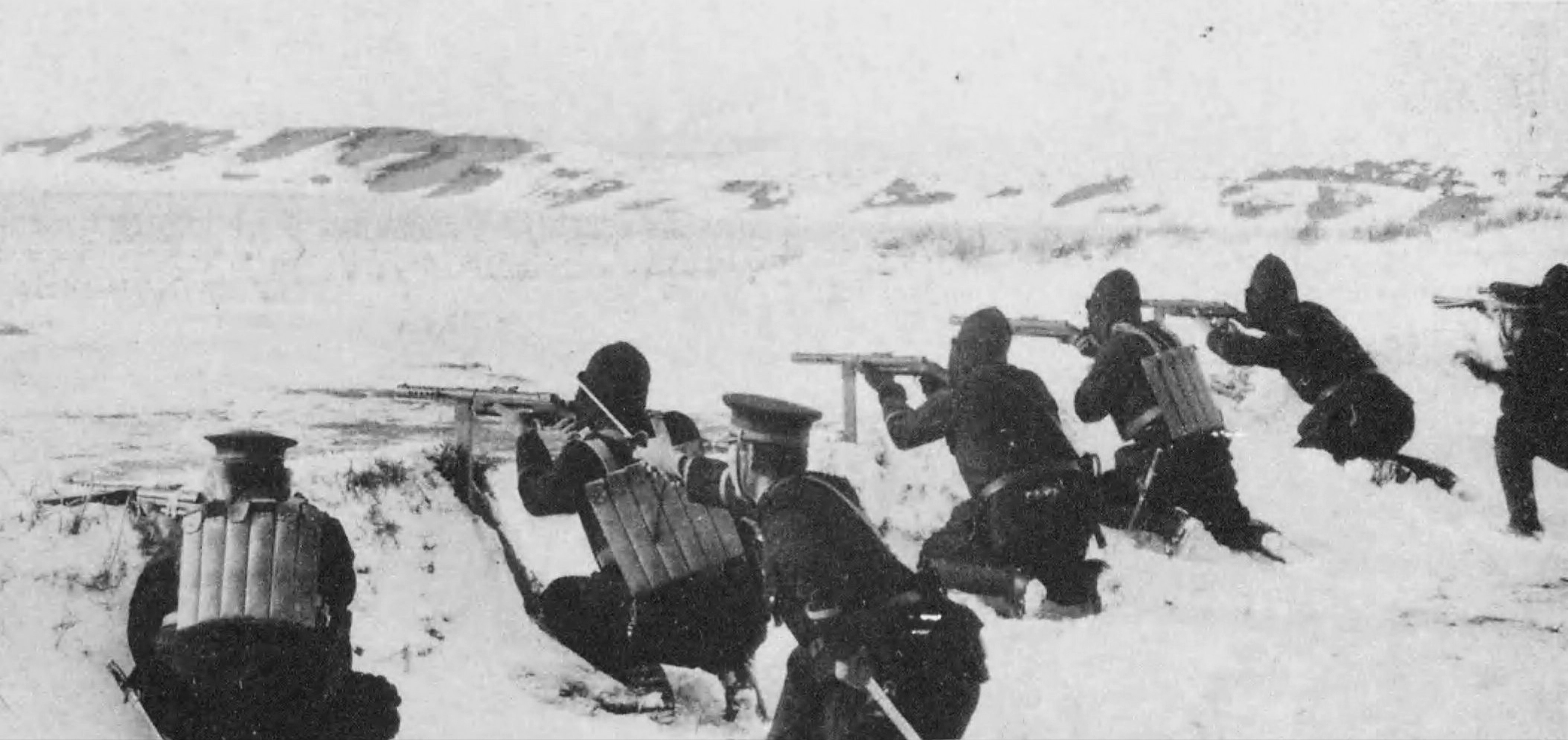
MP18を装備した満州の警官隊。マガジンを下方に挿入する中国製造型のものと通常の横挿しのものが見られる。また長いマガジンを携行するための背負い式ポーチも写っている。
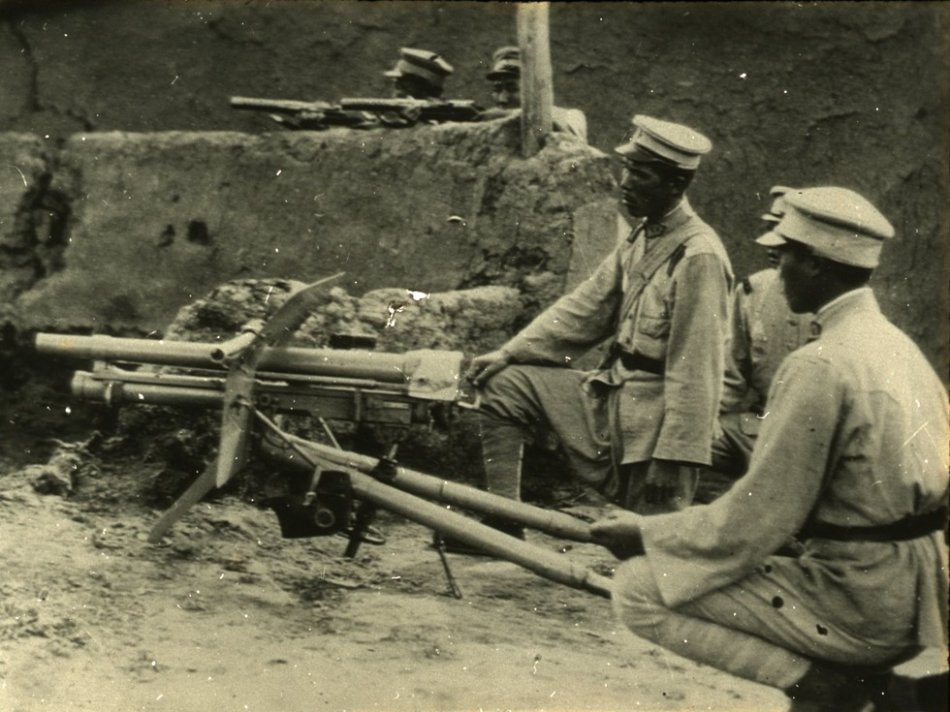
歩兵砲を運用する奉天派軍閥の兵士ら。奥の2人の兵士がMP18を構えている